# Maranunggu
Maranunggu är ett australiskt språk som talades av 15 personer år 1983. Maranunggu talas i Nordterritoriet. Maranunggu tillhör dalyspråken.